# Рендолф (округ, Джорджія)
Шаблон:StateAbbr_ 31°46′ пн. ш. 84°46′ зх. д. / 31.76° пн. ш. 84.76° зх. д.
Округ Рендолф (англ. Randolph County) — округ (графство) у штаті Джорджія, США. Ідентифікатор округу 13243.

## Історія
Округ утворений 1828 року.

## Демографія
За даними перепису
2000 року
загальне населення округу становило 7791 осіб, зокрема міського населення було 3662, а сільського — 4129.
Серед мешканців округу чоловіків було 3601, а жінок — 4190. В окрузі було 2909 домогосподарств, 1971 родин, які мешкали в 3402 будинках.
Середній розмір родини становив 3,2.
Віковий розподіл населення поданий у таблиці:
| Стать    | До 15 років | 15-21 | 22-29 | 30-39 | 40-49 | 50-65 | 65-85 | Понад 85 |
| -------- | ----------- | ----- | ----- | ----- | ----- | ----- | ----- | -------- |
| Чоловіки | 903         | 514   | 271   | 424   | 524   | 549   | 380   | 36       |
| Жінки    | 828         | 503   | 339   | 536   | 559   | 629   | 661   | 135      |

## Суміжні округи
- Стюарт — північ
- Вебстер — північний схід
- Террелл — схід
- Калгун — південний схід
- Клей — південний захід
- Квітмен — захід

## Виноски
1. ↑  U.S. Decennial Census. United States Census Bureau. Процитовано 25 червня 2014.
2. ↑  Historical Census Browser. University of Virginia Library. Архів оригіналу за 11 серпня 2012. Процитовано 25 червня 2014.
3. ↑  Population of Counties by Decennial Census: 1900 to 1990. United States Census Bureau. Процитовано 25 червня 2014.
4. ↑  Census 2000 PHC-T-4. Ranking Tables for Counties: 1990 and 2000 (PDF). United States Census Bureau. Процитовано 25 червня 2014.
5. ↑  State & County QuickFacts. United States Census Bureau. Архів оригіналу за 22 лютого 2016. Процитовано 25 червня 2014.(англ.) Наведено за англійською вікіпедією.
6. ↑  American FactFinder. Бюро перепису населення США. Архів оригіналу за 26 лютого 2012. Процитовано 31 січня 2008.

| США | Це незавершена стаття з географії США. Ви можете допомогти проєкту, виправивши або дописавши її. |